# Grive mauvis
Turdus iliacus
Espèce
Statut de conservation UICN

 NT A2b+3b+4b : Quasi menacé
La Grive mauvis (Turdus iliacus) est une espèce de passereaux  de taille moyenne (la plus petite des grives) appartenant à la famille des Turdidae. En France, l'espèce n'est visible qu'en période de migration et d'hivernage. Elle se reproduit plus au nord. Sa migration est nocturne.

## Description
Un peu plus petite que la Grive musicienne (20 à 24 cm de longueur pour une masse de 50 à 75 g), la Grive mauvis se reconnait principalement par son plumage brun-olive sur le dos, blanchâtre et taché de macules brun-olive sur le ventre. Les flancs peuvent apparaître roux et un fort sourcil blanc marque la tête. 
La base du bec jaune représente un autre critère d'identification ,,.
Il n'y a pas de dimorphisme sexuel. 

## Chant
Le mâle produit une grande variété de chants courts et en vol un appel sifflé. Il existe aussi un cri d'alarme, notamment poussé durant la défense du nid. En période de reproduction (en Scandinavie, Russie..) la phrase chantée comporte une partie introductive d'une dizaine de petits sifflements, puis une seconde partie avec des éléments plus complexes, Le nombre de mâles sexuellement matures en train de chanter augmente significativement puis chute quand la ponte a commencé, ce qui laisse penser que le chant a une importance pour l'attraction d'une compagne, et pour l'accouplement, puis le maintien des liens. 
Néanmoins, il a aussi été noté que le nombre de mâles en train de chanter est positivement corrélé au nombre de mâles chanteurs présents, ce qui suggère que le chant a aussi une fonction en termes de compétition inter-mâles. 
Enfin, toujours durant la saison de reproduction : la partie introductive du chant ne change pas de manière significative, mais la seconde et dernière partie de la phrase musicale est abrégée (voire omise) une fois que la ponte est réalisée.
Une partie des chants de cette espèce est discrète (chants calmes) et il existe des dialectes au sein de l'espèce

## Sous-espèces
Il existe deux sous-espèces :

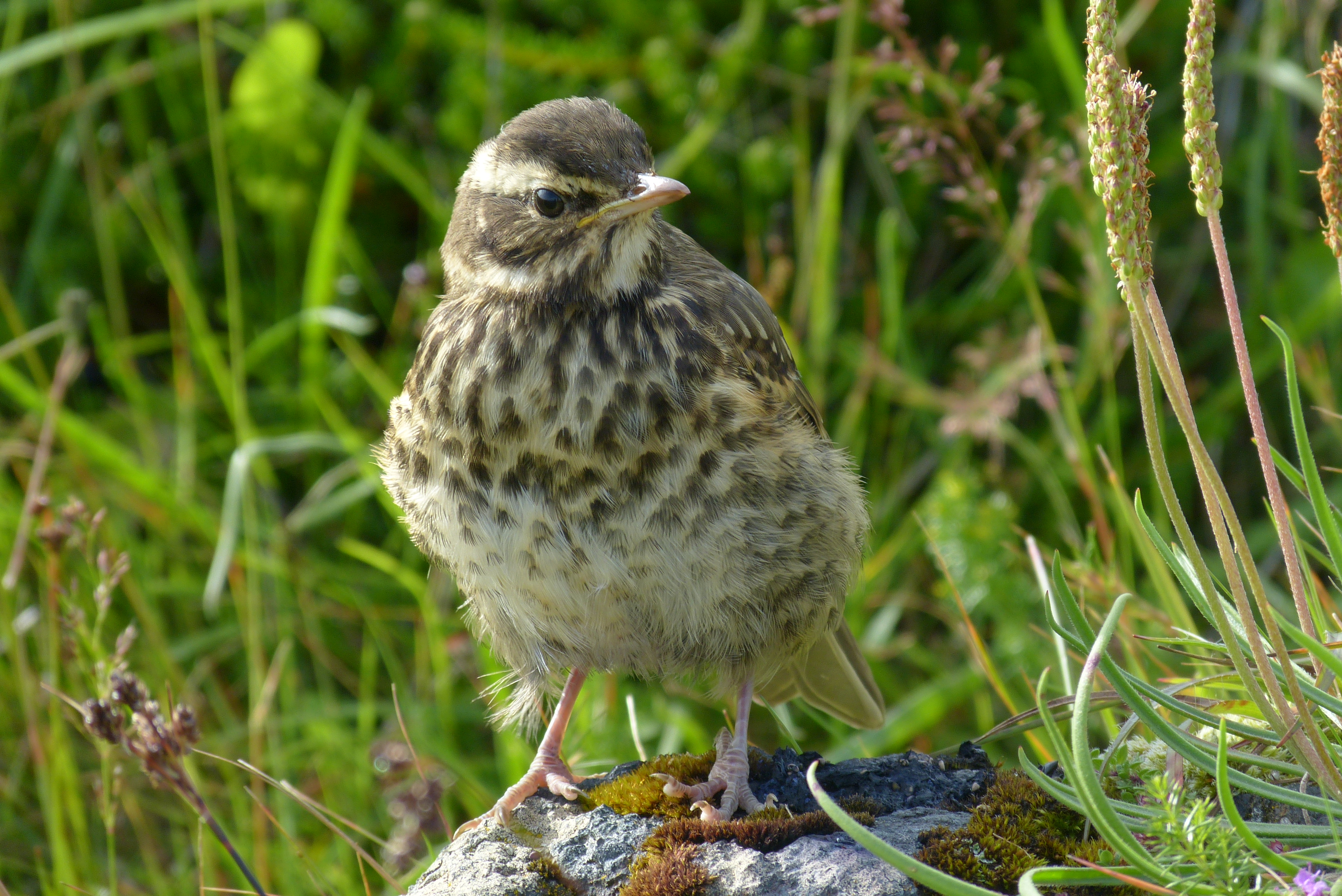
Oisillon

- T. i. iliacus, décrite par Linné, vivant essentiellement en Eurasie ;
- T. i. coburni décrite par Richard Bowdler Sharpe en 1901, plus foncée et un peu plus grande, spécifique à l'Islande et aux îles Féroé et hivernant dans l'ouest de l’Écosse et de l'Irlande du sud au Nord de l'Espagne.

## Répartition

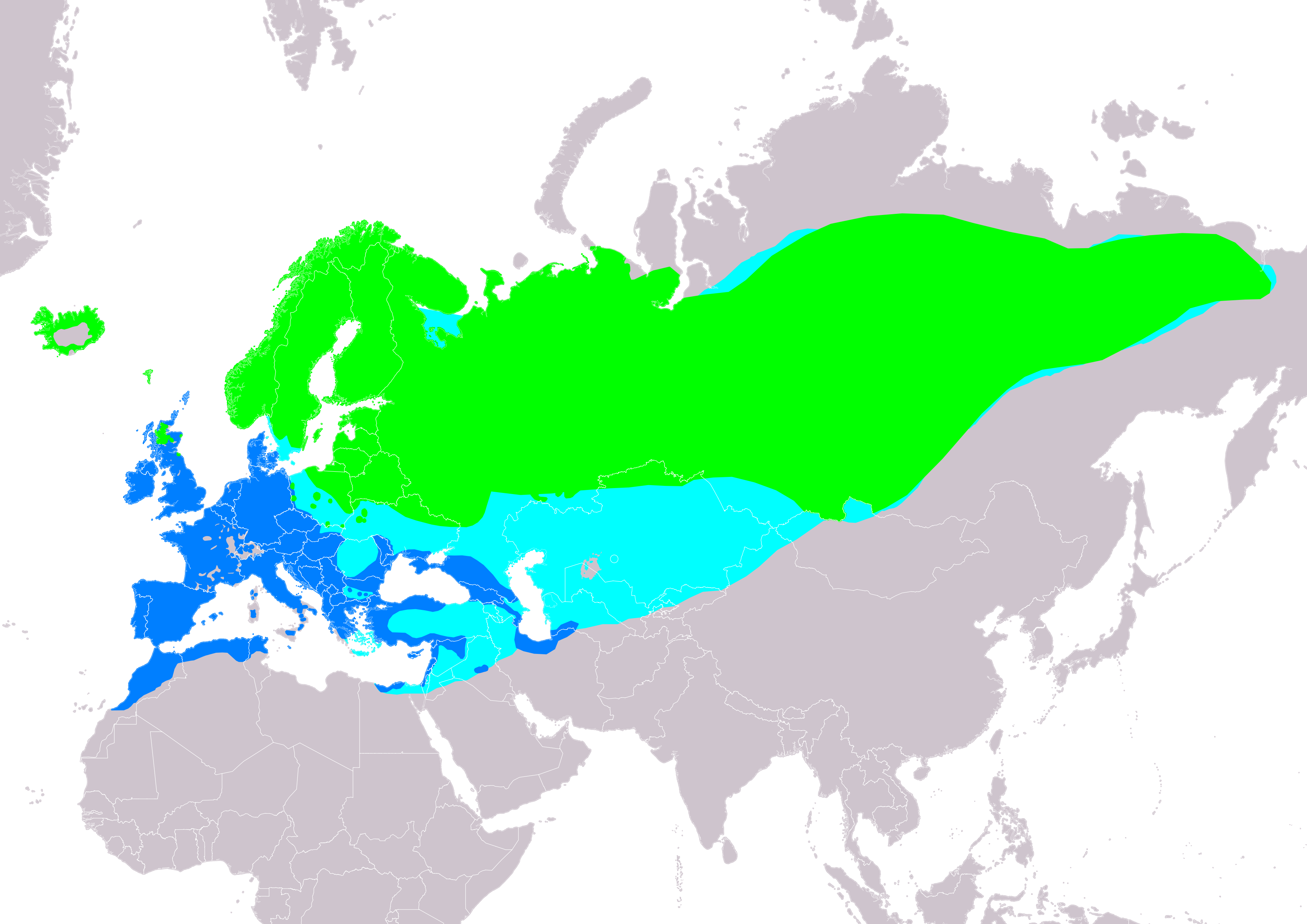
Aire de répartition de la grive mauvis

La Grive mauvis vit sur un territoire très large (estimée à environ 10 millions de kilomètres carrés), ce qui rend les études démographiques globales difficiles. Elle se reproduit dans les régions du nord de l'Europe et de l'Asie (et à l'ouest jusqu'en Islande au sud de l’Écosse et en Scandinavie). 
Ces dernières années son aire de répartition semble s'être légèrement étendue, tant en Europe de l'Est (où elle se reproduit par exemple sur de nouveaux territoires en Ukraine), qu'au sud du Groenland (les environs de Qaqortoq au Groenland ont été colonisés en 1990-1991, probablement à la faveur du réchauffement climatique),,.

## Habitat
L'habitat de reproduction est souvent un paysage de forêt et toundra, plutôt constitué de conifères et de bouleaux, qui peut aussi correspondre à certains stades de la succession forestière. 
En altitude, cet oiseau est souvent remplacé par le merle à plastron.

## Biologie, comportement

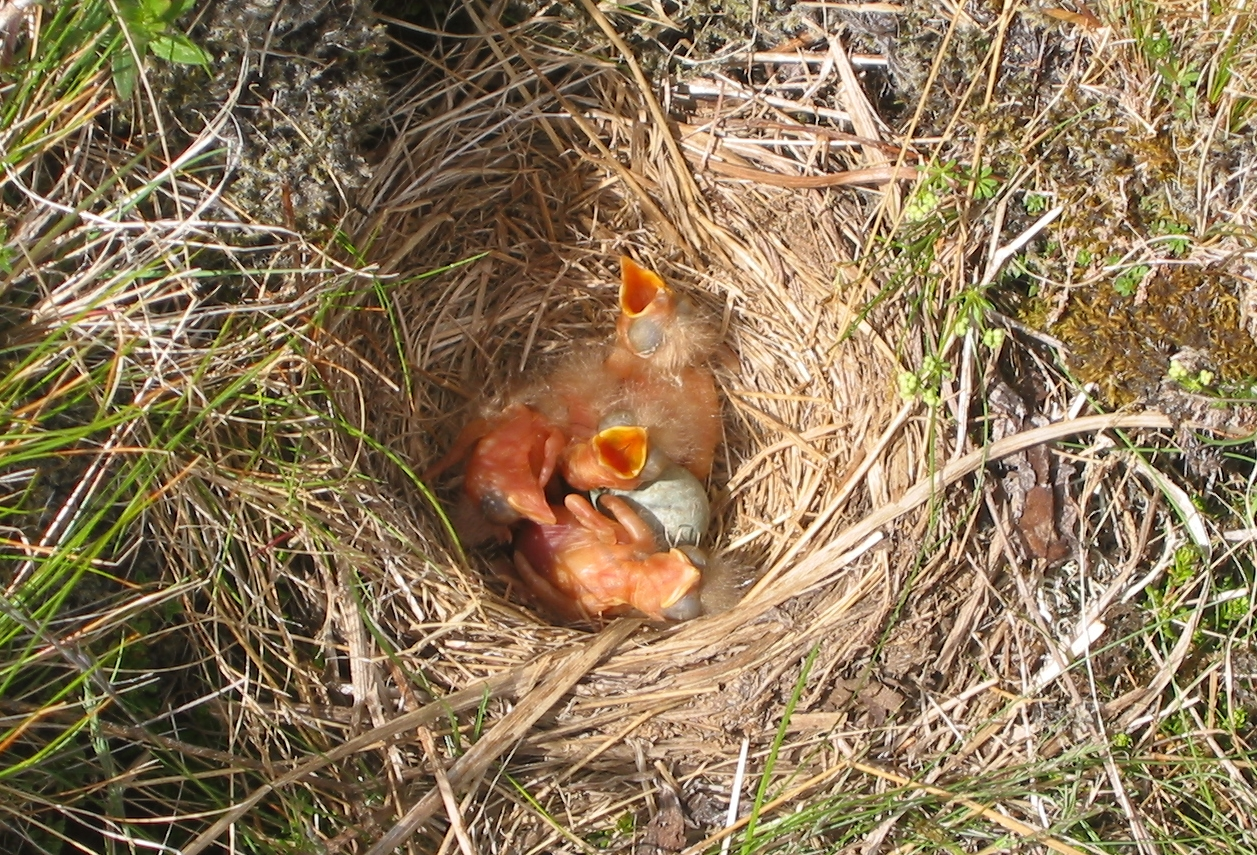
Nid de Grive mauvis, habituellement fait de boue et d'éléments végétaux (herbes, mousses)

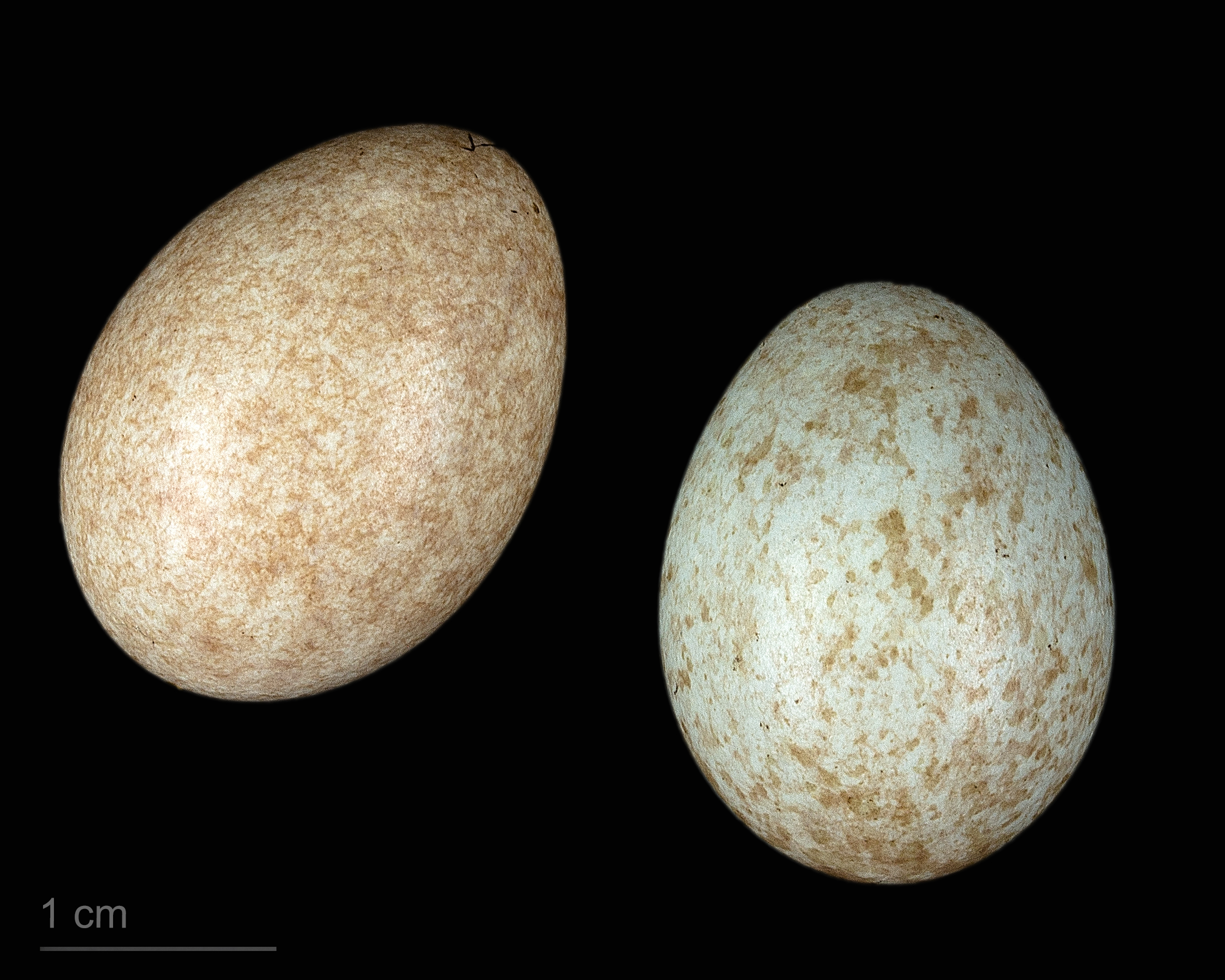
Œuf de Turdus iliacus coburni - Muséum de Toulouse

Cet oiseau est monogame, migrateur et atteint sa maturité sexuelle à un an. 

Il nidifie de mai à  mi-juillet, principalement dans les montagnes scandinaves et russes.

Les nids sont construits dans des arbustes ou au sol, par la mère. 

Quatre à six œufs y sont déposés et soignés, mesurant généralement 2,6 x 1,9 centimètres pour un poids moyen de 4,6 grammes (dont 5% représentent la coquille d'œuf). 

L'éclosion nécessite 12-13 jours puis les poussins quitteront le nid dès l'âge de 12-15 jours, les jeunes restent toutefois dépendants de leurs parents pour encore deux semaines,,.
En hivernage, il passe les nuits dans des « dortoirs ». 
En hiver, cette grive est présente en petites troupes, mélangée à d'autres grives, dans les champs, les prairies et les bois de l'Europe occidentale. En cette saison, elle affectionne les régions collinéennes ou montagneuses, à proximité des rivières et torrents.

C'est un oiseau migrateur, mais qui parcourt des distances très variables selon les régions. Hivernante en Europe occidentale, centrale et du sud, au nord-ouest de l'Afrique, et en Asie du sud-ouest et à l'est vers le nord de l'Iran. Certains oiseaux de l'ouest de l'aire de reproduction (en particulier au sud-ouest de la Norvège) peuvent ne pas migrer ou n'effectuer que de courtes migrations, alors que ceux de l'Extrême-Orient migrent au moins sur 6500 à 7000 km pour rejoindre leurs aires d'hivernage,,. 

La grive mauvis serait plus nomade que les autres grives, c'est-à-dire qu'elle tend moins à revenir régulièrement dans les mêmes zones d'hivernage ; Des passages d'oiseaux vagabonds sont signalés sur la côte nord-est de l'Amérique du Nord, avec même deux observations sur la côte nord-ouest (une grive vue à Washington en 2005 et une à Seward, en Alaska en novembre 2011).
Sur les haltes migratoires et en zone d'hivernage ces grives s'associent volontiers à d'autres oiseaux, formant parfois des groupes de 10 à 200 oiseaux voire plus, se nourrissant souvent de pair avec des litornes, merles communs, étourneaux, et parfois avec d'autres espèces de grives (musicienne notamment),,.

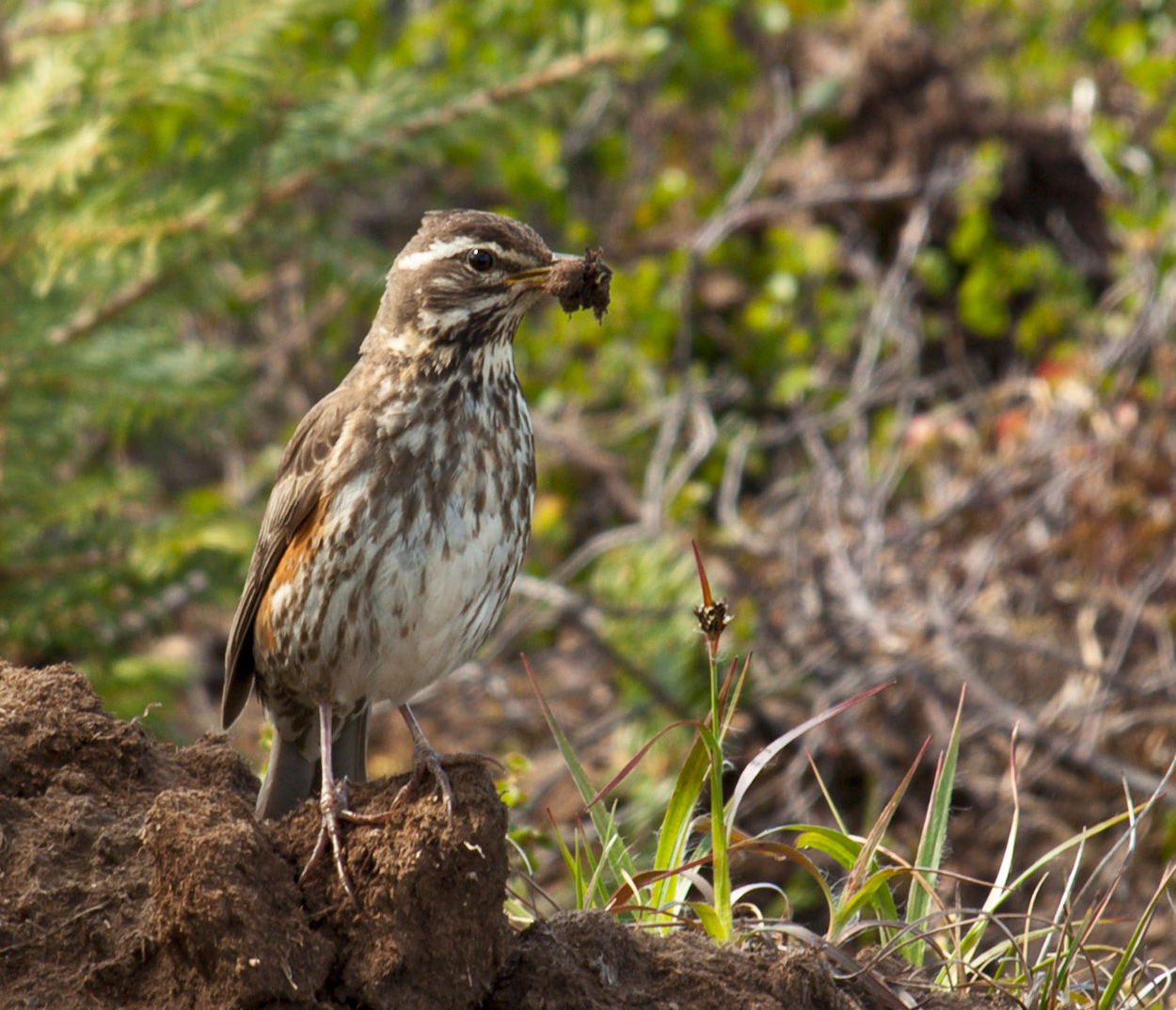
Grive mauvis avec nourriture pour ses petits

Régime alimentaire : cet oiseau est omnivore, avec une grande variété de vers de terre, d'adultes et larves de coléoptères, d'arthropodes, de myriapodes et de lépidoptères. Elle mange aussi des gastéropodes. Cette nourriture animale est surtout collectée au sol lorsque les baies disparaissent progressivement ; sinon cette grive est plutôt végétarienne (à 80 %) en automne-hiver avec alors des baies de sorbier Sorbus aucuparia, d'aubépine Crataegus monogyna, de genévrier commun (Juniperus communis), de prunellier Prunus spinosa, d'alisier blanc (Sorbus aria), de pommes domestiques ou sauvages Malus sp., de grains de raisin (Vitis vinifera) et d'olives (Olea europaea) puis de Lierre (Hedera helix) en fin d'hiver,, ; l'espèce contribuant ce faisant à la bonne diffusion des graines de ces plantes. La plupart des oiseaux semblent distinguer les ultraviolets. Il a été montré en 1999 que cet oiseau est particulièrement sensible à la réflexion des ultraviolets solaires sur la cuticule bleu foncé à noire des myrtilles, mais uniquement chez l'adulte, ce qui laisse penser qu'un phénomène d'apprentissage permet à ces grives de peu à peu distinguer les myrtilles les plus mûres au moyen de leur réflectance UV, c'est une particularité qui semble partagée avec d'autres vertébrés également disperseurs de graines,.

## Chasse
Cette espèce est abondamment chassée en Europe. En France selon l'ONCFS, on la chasse de 4 manières différentes : 
1. à la passée (du matin et du soir) à partir d'affût découvert, entre les zones de dortoir situés en altitude, et les zones de gagnage (en plaine), c'est une pratique plus récente en France selon l'ONCFS[14]
2. le cul levé (chasse devant soi, pratiquée sur les zones de gagnage)[14].
3. à poste  (dans un affût fermé situé devant un arbre ou poste aménagé pour attirer l'oiseau par des appelants[14],
4. au gluau : à partir d´une installation fixe (arbres aménagés, cabane) pour notamment fournir les appelants pour la chasse de la grive au poste (ou à la cabane)[14].

Ce sont selon les tableaux de chasse à tir et une enquête nationale ayant porté sur la saison de chasse 1998-1999 4 537 960 grives (± 1,8 %), toutes espèces confondues qui ont été tuées à la chasse en une saison, soit le troisième rang en termes de prélèvement parmi les 39 espèces concernées par cette enquête. Selon l'ONCFS, « L'influence de la chasse sur les paramètres démographiques des populations peut avoir un effet non négligeable ».

## Statut, effectifs, état des populations, menaces et pressions
Sa population était estimée à la fin du XXe siècle comme comprise entre 26 et 40 millions d'individus rien que pour l'Europe, qui pourrait abriter 40% environ de la population mondiale si l'on admet que la population mondiale est de 98 à 151 millions d'oiseaux (chiffre très approximatif). 
Pour la période 1970-1990 ; c'est une espèce dont les populations en France fluctuent fortement. Elle est en déclin dans certains pays (Suède, Pologne et Royaume-Uni), en progression dans d'autres (Norvège, Estonie) et semble avoir été stable ailleurs (en Russie ou pour la moyenne européenne.
Selon l'ONCFS, en Europe, 17 pays regroupent la plupart des reproducteurs et il y aurait 16 à 21 millions de couples (essentiellement situés en Russie). 

En France, selon l'ONCFS plusieurs centaines de milliers d'individus descendent des pays nordiques en hiver avec certains hivers peut-être même plus d´un million d'oiseaux ; « L'indice d'abondance des populations hivernantes en France estimé à partir des comptages « Flash » de janvier semble décliner modérément depuis 2000 (réseau oiseaux de passage ONCFS/FNC/FDC) ».
Au début du XXIe siècle (2000-2015) cette espèce est en déclin sur une partie au moins de son aire de répartition (comme de nombreuses autres espèces d'oiseaux). Elle semble approcher les seuils pris en compte par la Liste rouge des espèces menacées de l'UICN (baisse de plus de 30% en dix ans ou sur trois générations). Comme sa démographie mondiale est incomplètement suivie, certains la considèrent donc comme quasi-menacée. 
Des facteurs naturels de variations démographiques connus sont les hivers rigoureux (sources d'une forte mortalité) et des étés froids et humides (qui se traduisent par un moindre succès de reproduction). Cet oiseau chanteur semble aussi (comme tous les oiseaux chanteurs) pouvoir être gêné par le bruit routier et notamment à la proximité des autoroutes.
D'autres facteurs liés à l'anthropisation des paysages, à la chasse, au recul général des insectes et peut-être à des épidémies, éventuellement zoonotiques (ex : grippe aviaire) sont étudiés (ex : Une étude russe des parasites sanguins chez cette espèce a mis en évidence (chez toutes les grives testée dont la grive mauvis) la présence de parasites hématozoaires, dont Haemoproteus et Trypanosoma). 

C'est une des espèces qui profitent en Europe du Nord de l'effet de lisière qui est augmenté dans les trouées forestières dues aux coupes rases et autres chantiers. Mais elle s'éloigne des lisières quand il s'agit de lisières de bord d'autoroute ; ces dernières ont alors un effet de fragmentation forestière pour la Grive mauvis. 

Cet oiseau passant beaucoup de temps au sol, il est aussi communément trouvé porteur de tiques et de la maladie de Lyme. Il a été montré à partir de cette espèce que les oiseaux migrateurs peuvent transporter la maladie de Lyme en tant qu'infection latente durant plusieurs mois et que cette infection peut être réactivée (et transmise aux tiques) en période pré-migratoire. Les résultats d'analyses faites en Europe du Nord permettent selon Å Gylfe & Al dans la revue Nature en 2000 de conclure que « les oiseaux migrateurs peuvent être porteurs efficaces de ce pathogène à longue distance ».

## Législation
- Commercialisation interdite en France (Arrêté ministériel du 20/12/83)[14].
- Capture aux gluaux réglementée par arrêté ministériel, avec obligation d'autorisation annuelle délivrée par le Préfet aux détenteurs du droit de chasse sur le territoire dans lequel ils sont installés[14].